# Ліщенко Вадим Сергійович
Вади́м Сергі́йович Лі́щенко — солдат Збройних сил України.

## Нагороди
14 листопада 2014 року за особисту мужність і героїзм, виявлені у захисті державного суверенітету та територіальної цілісності України, вірність військовій присязі під час російсько-української війни, відзначений — нагороджений орденом «За мужність» III ступеня.